# 한국조리학회
한국조리학회(韓國調理學會, The Culinary Society of Korea)는 국내외 조리학계 및 관련 업계간의 학문적 연구활동과 정보의 교류를 통하여 한국 및 세계조리 발전에 기여하고 회원의 이익과 조리종사자들의 지위향상 및 상호친선도모를 목적으로 2007년 7월 13일 설립허가된 대한민국 농림축산식품부 소관의 사단법인이다. 사무실은 충청남도 홍성군 홍성읍 대학길 25, 306호 (혜전대학교 창의관)에 있다.

## 연혁
- 1995년 2월 : 한국조리학회 창립
- 1995년 12월 : Culinary Research 창간호 발행
- 2005년 12월 : 한국조리학회지 등재후보학술지선정 (한국학술진흥재단)
- 2007년 7월 : 사단법인 한국조리학회로 설립병경 승인(농림부)

## 주요 사업
- 회원의 연구활동 및 개발활동 지원
- 학술대회, 강연회, 전시회 및 메뉴 발표회 개최
- 조리관련 학술지 및 연구간행물의 발간
- 국내외 조리관련 자료수집 및 보급
- 국내외의 유수한 조리관련 사업체 및 연구기관과 교류 협력
- 조리관련 연구단체와 공동사업 수행
- 기타 본 학회의 목적달성에 필요한 사항